# 인천해든초등학교
인천해든초등학교는 대한민국 인천광역시 서구에 있는 공립 초등학교이다.

## 연혁
- 2021년 9월 1일 : 인천해든초등학교 개교